# Shirdi
Pronunciação
Shirdi (também conhecida como Sainagar) é uma cidade no estado de Maharashtra, na Índia. Ela está localizado no Rahata taluka do distrito de Ahmednagar. É acessível através da Rodovia Estadual Ahmednagar-Malegaon N°10, aproximadamente 83km de Ahmednagar e 15km de Kopargaon. Está localizada a 185km a leste da linha Western Seashore (a estrada Ahmednagar-Manmad), uma rota muito movimentada.
Shirdi é famosa por ser a casa de Shirdi Sai Baba, um santo do final do século XIX. O Shri Saibaba Sansthan Trust localizado em Shirdi é uma das organizações de templos mais ricas.

## Dados demográficos
Segundo o censo da Índia de 2011, a população de Shirdi era de 36.004. Os homens constituíam 53% da população; e as mulheres, 47%. Shirdi tinha uma taxa média de alfabetização de 70%, superior à média nacional de 59,5%: a alfabetização masculina era de 76% e a alfabetização feminina era de 62%. Em Shirdi, 15% da população tinha menos de seis anos de idade.

## Transporte

### Trem
A estação ferroviária Sainagar Shirdi tornou-se operacional em março de 2009. A partir de 2011, há trens de Chennai, Mumbai, Visakhapatnam, Kakinada, Vijayawada, Hyderabad, Mysore e outras cidades/estados que têm a estação ferroviária de Shirdi como sua parada terminal.

### Avião
O Aeroporto de Shirdi foi inaugurado pelo Presidente da Índia, Ramnath Kovind, em 1º de outubro de 2017. Existem destinos importantes do aeroporto de Shirdi, como os aeroportos de Delhi, Hyderabad, Chennai e Mumbai. O aeroporto está localizado em Kakadi, na área de Kopargaon tahsil, 14km a sudoeste de Shirdi. A construção, de acordo com os planos originais, foi concluída em fevereiro de 2016, e o primeiro voo experimental pousou em 2 de março de 2016. Existem planos para alongar a pista de 2.200 metros para 3.200 metros. A data de conclusão prevista é 2017 ou 2018.
Os principais aeroportos mais próximos estão em Aurangabad e Pune, respectivamente, a 115km e 186km de Shirdi.

### Carro
Shirdi é acessível pela Rodovia Estadual Ahmednagar-Manmad N°10, aproximadamente 83km de Ahmednagar e 15km de Kopargaon. Fica a aproximadamente 240km de Mumbai, via Eastern Express Highway.